# جاستیکا ریجیدا
جاستیکا ریجیدا (نام علمی: Justicia rigida) نام یک گونه از سرده مشعلی است.